# William Brownrigg
William Brownrigg (24 de marzo de 1711-6 de enero de 1800) fue un médico y científico que ejerció la medicina en Whitehaven, Cumberland. Mientras estuvo allí, Brownrigg llevó a cabo experimentos químicos por lo que fue elegido miembro de la Royal Society, y fue premiado con la apreciada Medalla Copley.

## Primeros años y educación
Nació en High Close Hall, en 1711. Su padre, George Brownrigg, pertenecía a la nobleza local y su madre, Mary Brownrigg, era de Irlanda.
William fue educado en latín y griego por un clérigo local desde la edad de 13 años. A los 15 años comenzó a trabajar como aprendiz de un boticario en Carlisle. Luego siguieron dos años estudiando con un cirujano en Londres antes de ir a la Universidad de Leiden, donde estudió con Boerhaave, s'Gravesande, von Royen y Albinus. Se graduó en 1737 con su tesis "De praxi Medica Ineunda" - sobre el entorno en el que los médicos ejercían la práctica clínica.

## Carrera médica

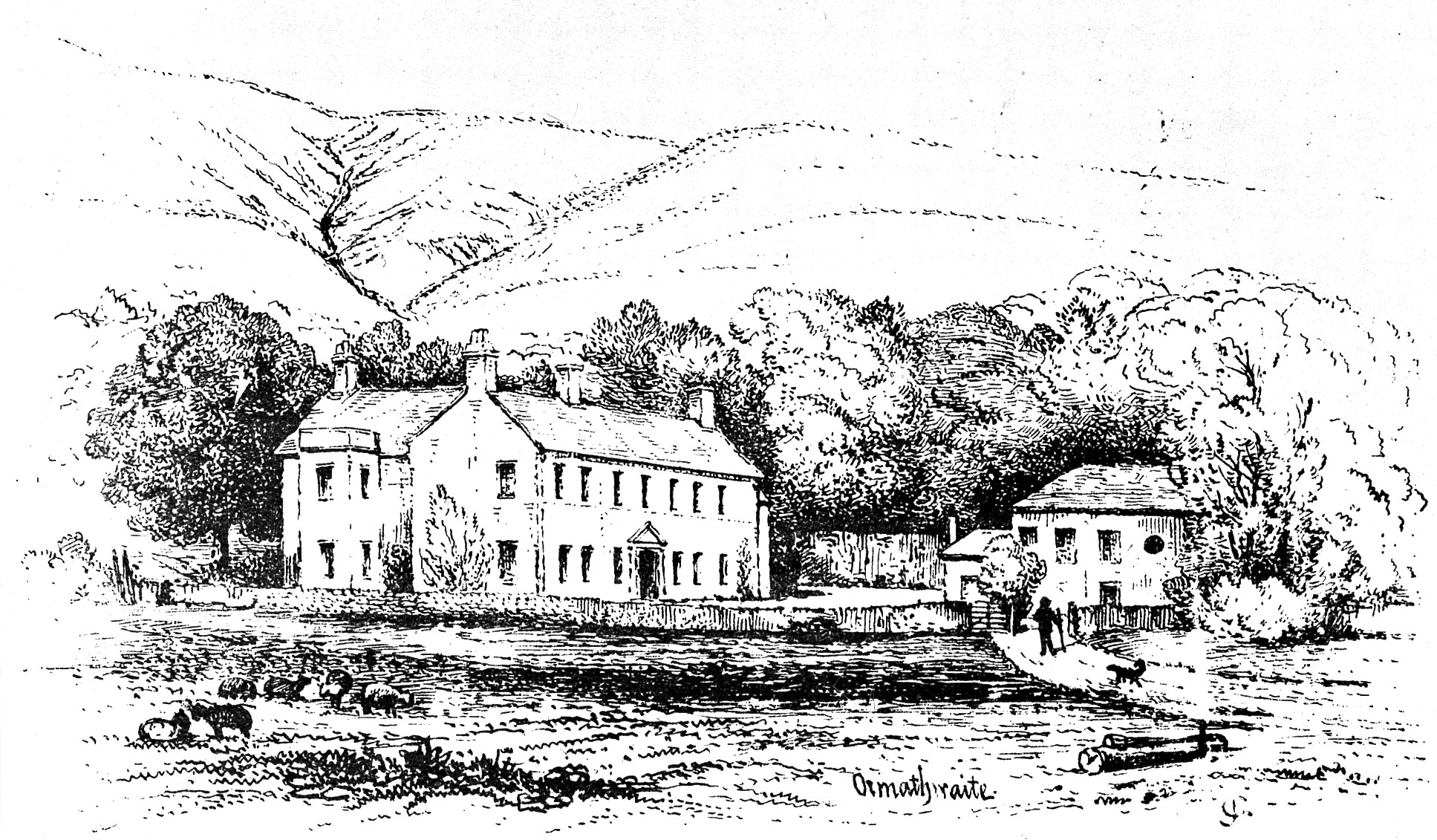
Residencia de William Brownrigg.

Brownrigg regresó a Inglaterra y comenzó a ejercer la medicina con un médico establecido llamado Richard Senhouse, en Whitehaven. Senhouse murió poco después, por lo que Brownrigg fue el médico principal en la zona durante muchos años. Su libro de casos se conserva y fue transcrito recientemente. Contiene la descripción de sus pacientes y sus remedios y algunas de las primeras referencias en inglés a la fiebre puerperal.
En 1741, se casó con Mary Spedding. El padre y el tío de Mary gestionaban las minas de carbón de James Lowther, cuya familia había convertido Whitehaven en un importante puerto marítimo. Esto incrementó la influencia local de Brownrigg y también promovió su interés por la salud y el bienestar de los mineros.
Más tarde, en 1771, con la amenaza de una epidemia de Europa, Brownrigg, que había estudiado el tema de los brotes de tifus en Whitehaven, publicó un documento titulado "Consideraciones acerca de los medios de contagio de la peste, y su erradicación en sitios infectados."

## Contribuciones científicas
Su interés por la medicina le llevó a investigar los gases que respiraban los mineros - grisú (metano) y gas asfixiante (aire sin oxígeno). Carlisle Spedding ayudó a construir un laboratorio para Brownrigg y lo alimentó con los gases procedentes de una mina de carbón cercana, mediante tuberías de plomo. Brownrigg desarrolló métodos de recolección y transferencia de los gases y suministró a James Lowther vasijas llenas de gas para mostrarlo a la Royal Society, que más tarde elegiría a Brownrigg como miembro.
Sus experimentos con gases continuaron y después de visitar un balneario en Alemania se interesó por los gases que se encuentran en las aguas minerales. Un artículo que publicó, titulado Iinvestigación experimental sobre la naturaleza del espíritu mineral elástico o aire contenido en el agua Pouhon, y otras aguas ácidas, le hizo merecedor de la prestigiosa Medalla Copley en 1766.

### Descubrimiento del platino
Un pariente de Brownrigg, Charles Wood, había traído muestras de platino al regresar de Jamaica. Brownrigg escribió sobre los experimentos de Wood e hizo algunos propios. Fue el primero en reconocer el platino como un elemento nuevo y atrajo la atención de la Royal Society sobre el nuevo metal, haciendo hincapié en su posible importancia y en la necesidad de más investigación.

### Fabricación de sal

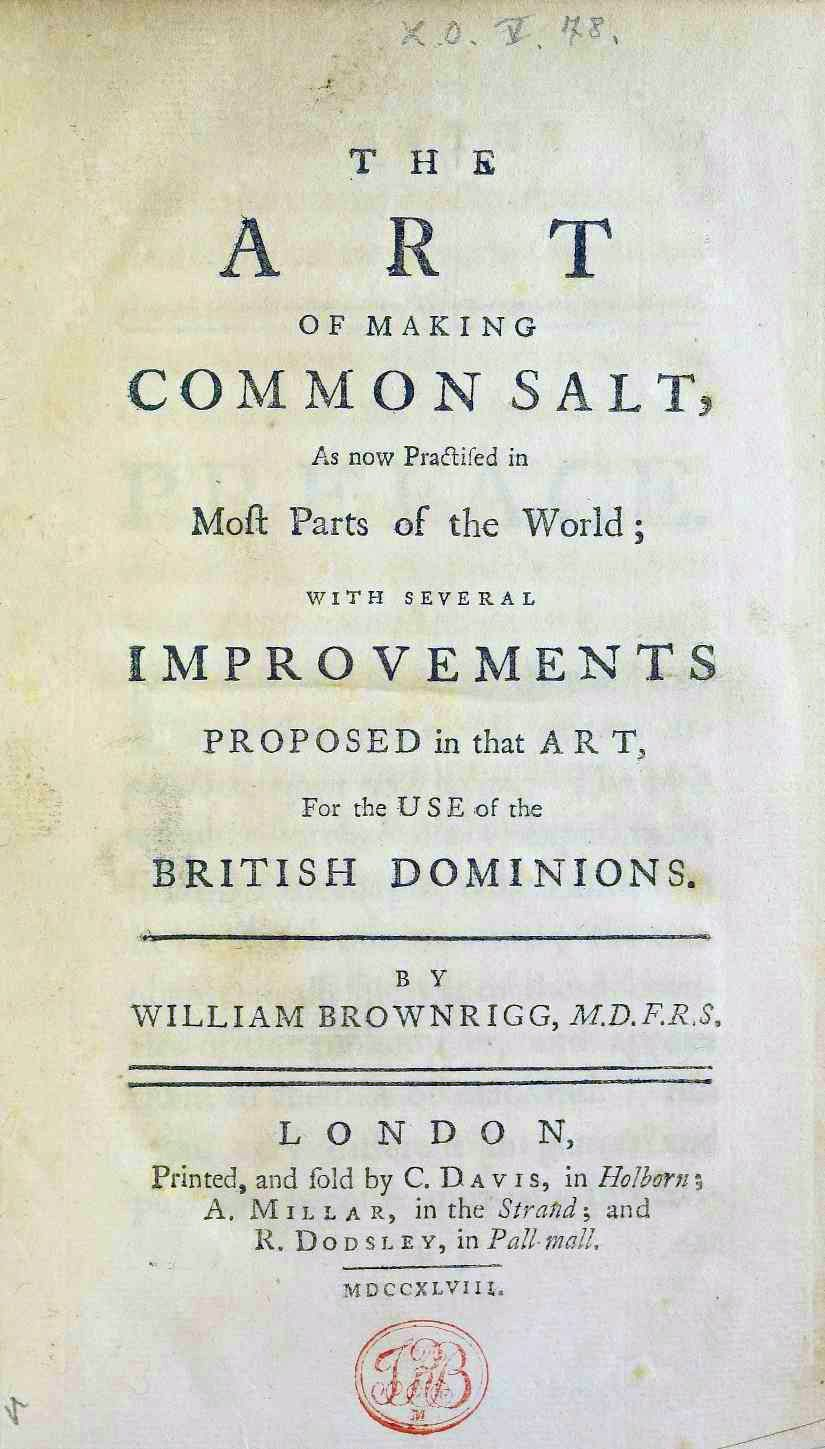
The Art of making common salt, 1748

Brownrigg también escribió un importante tratado sobre la fabricación de sal. Esperaba que una mejora en la producción nacional podría hacer que Gran Bretaña fuese autosuficiente en este valioso recurso con objeto de optimizar la industria pesquera y la economía de Gran Bretaña y Estados Unidos.

### Franklin
En 1771, Benjamin Franklin estuvo de viaje por Gran Bretaña con Sir John Pringle, que le aconsejó visitar a William Brownrigg. Franklin se quedó en la casa de Brownrigg en Ormathwaite (Distrito de los Lagos) y le regalaron una copia firmada de su libro sobre la sal. [5] Franklin demostró su experimento de añadir aceite a la superficie del agua del lago Derwentwater para calmar las olas. Más tarde mantuvo correspondencia con Brownrigg para un nuevo artículo en la revista Royal Society's Transactions.

## Otros intereses
Brownrigg fue un hombre de negocios, además de médico y científico. Entró en colaboración con Anthony Bacon de Whitehaven en 1765 para desarrollar la industria del hierro en el País de Gales lo que dio lugar a la expansión de Merthyr Tydfil, en particular de Cyfarthfa Ironworks.[6] También heredó bienes de John Speddings e invirtió en Keswick Turnpike Trust.
Con su retiro a Ormathwaite, se interesó por la mejora de la agricultura local, realizó un estudio de los minerales de la zona, y alentó al padre Thomas West a escribir la primera guía sobre el Distrito de los Lagos. Ocupó varios cargos de representación social como magistrado, encargado de patentes en Port Carlisle y Cobrador General de Tributos del Gobierno de Cumberland y Westmoreland.
Brownrigg murió en 1800 y fue enterrado en la iglesia de Crosthwaite, adonde su ataúd fue portado por tres barones y otros señores locales. Su amigo y biógrafo el Dr. Joshua Dixon consideró que su importancia y capacidad habían sido pasadas por alto debido a su modestia y a su renuencia a abandonar su casa del condado de Cumberland.